# فرودگاه سیرل گری کینگ
فرودگاه سیرل گری کینگ (به انگلیسی: Cyril E. King Airport) یک فرودگاه همگانی بهره‌برداری هوایی با کد یاتا STT است که یک باند فرود آسفالت دارد. این فرودگاه در کشور ایالات متحده آمریکا قرار دارد و در ارتفاع ۷ متر بالاتر از سطح دریا واقع شده‌است.